# Златна Панега
Зла́тна Па́нега (болг. Златна Панега) — село в Ловецькій області Болгарії. Входить до складу общини Ябланиця.

## Населення
За даними перепису населення 2011 року у селі проживали 843 особи.
Національний склад населення села:
| Національність   | Кількість осіб | Відсоток |
| ---------------- | -------------- | -------- |
| болгари          | 817            | 96,9%    |
| цигани           | 14             | 1,7%     |
| турки            | 3              | 0,4%     |
| інша             | 0              | 0%       |
| не визначились   | 9              | 1,1%     |
| Всього відповіли | 843            |          |

Розподіл населення за віком у 2011 році:
Динаміка населення: